# Droga wojewódzka nr 789
Droga wojewódzka nr 789 (DW789) – droga wojewódzka o długości 62,5 km łącząca Brusiek z Lelowem.

## Miejscowości leżące przy trasie DW789
- Niegowa
- Żarki DW792, DW793
- Koziegłowy DK91
- Woźniki
- Kalety